# Mariana Cecilio
Mariana Cecilio (Montevideo, 1976) es una arquitecta, docente,  fotógrafa y artista uruguaya.

## Trayectoria
Egresa de la Facultad de Arquitectura de la Universidad de la República en 2006.
Su formación como fotógrafa, incluye estudios desde 2001 en diferentes talleres, como Fotoclub uruguayo, Dimesion visual, Ojonuevo ( con Roberto Schettini) y Tris (con Ricardo Antúnez)

### Actividad como fotógrafa
Ha participado en diferentes proyectos, entre los que se destacan ” UNO “(exposición realizada en la junta departamental de Montevideo, como premio del salón portafolio del Fotoclub Uruguayo), “Bien de al lado” (proyecto premiado por los Fondos Concursables del Ministerio de Educación y Cultura (proyecto interdisciplinar que desarrolla intervenciones fotográficas en espacios públicos de distintos pueblos del interior del Uruguay).
Desde 2008 se desempeña como fotógrafa trabajando con diferentes artistas, colectivos y espectáculos.
En 2014 realizó la exposición "Simbiosis", en la Fundación FUCAC (Montevideo), en conjunto con el arquitecto Marcelo Bertollini. Se trató de una muestra compuesta por fotografías tomadas en el viaje de arquitectura en 2000 y 2003.

### Actividad como arquitecta
Se desempeña como docente de la Facultad de Arquitectura  desde el año 2002
En 2015 formó parte del equipo ganador del primer premio del concurso Biblioteca Daniel Vidart, con el proyecto de una biblioteca en El Fortín de Santa Rosa, en Canelones, Uruguay. El jurado del premio estuvo integrado por el Prof. Daniel Vidart, Arq. Natalia Brener, directora de Acondicionamiento Urbano de la Intendencia, Lic. Alicia García, representante de la Dirección General de Cultura, Arq. Salvador Schelotto en representación de la Sociedad de Arquitectos y Arq. Gustavo Scheps.
Formó parte del equipo que desarrolló el proyecto de la Escuela 297 de Canelones, que en 2014 fue seleccionada para participar en la  Bienal Iberoamericana de Arquitectura y Urbanismo, tratándose de una experiencia que procura integrar el edificio escolar con el entorno natural.
Conjuntamente con otros docentes de la Facultad de Arquitectura, publicó en 2011 el libro "Escuelas de tiempo completo en Uruguay". En él se expone la relación de la arquitectura escolar con la propuesta pedagógica, se describe la planificación, los fundamentos de los proyectos, el proceso de las obras y el equipamiento.